# Оляновка (Днепропетровская область)
Оляновка (укр. Олянівка) — село,
Марьевский сельский совет,
Магдалиновский район,
Днепропетровская область,
Украина.
Код КОАТУУ — 1222384503. Население по переписи 2001 года составляло 32 человека.

## Географическое положение
Село Оляновка находится в 1,5 км от села Трудолюбовка и в 2,5 км от села Марьевка.